# شه نان
شه نان، روستایی از توابع بخش مرکزی شهرستان داراب در استان فارس ایران است.

## جمعیت
این روستا در دهستان هشیوار قرار دارد و براساس سرشماری مرکز آمار ایران در سال ۱۳۸۵، جمعیت آن ۱٬۷۵۶ نفر (۴۱۶خانوار) بوده‌است، شهدان این روستا: شهید نوشاد بهرامی-شهید رسول مرادی پور- شهید ناصر قربانی-شهید  محمدجعفر  تمدن-شهید محمود کابلی و شهید نصراله احتشامی می‌باشند.